# Mindre kubakarakara
Mindre kubakarakara (Milvago diazfrancoi) är en förhistorisk utdöd fågel i familjen falkar inom ordningen falkfåglar. Den förekom tidigare på Kuba och beskrevs 2020 utifrån fossila lämningar funna vid asfaltslagrerna Las Breas de San Felipe i Matanzas.